# Quico, el progre
Quico, el progre és una tira de premsa creada per J.L. Martín per a El Periódico de Catalunya en 1978, adaptada a sèrie de televisió per Televisió de Catalunya el 1992 com a Quico.

## Trajectòria editorial
La tira còmica es va publicar entre 1978 i 1989 a El Periódico de Catalunya. També va aparèixer en El Jueves, JAuJA (1982) i La Oca (1985).
La tira s'ha recopilat en àlbums monogràfics:
- 1980 Ya estás un poco carroza, Quico (Planeta: Fábula, núm. 80);
- 1982 Te estás quedando calvo, Quico (Planeta: Fábula, num. 109);
- 1983 Has engordado, Quico (Planeta: Fábula, núm. 133);[1]
- 1984 No estás en forma, Quico (Planeta: Fábula, núm. 151);
- 1985 Quico, el Progre (El Jueves: El humor no ciega tus ojos);
- 1988 Quico es así (B: Quico, el Progre, núm. 1);
- 1988 No eres moderno, Quico (B: Quico, el Progre, núm. 2);
- 1989 No fumes, Quico (B: Quico, el Progre, núm. 3);
- 1989 Quico quiere ser feliz (B: Quico, el Progre, núm. 4);
- 1990 ¡Cómo pasa el tiempo, Quico! (B: Quico, el Progre, núm. 5);
- 1990 ¡Cómo pasa el tiempo, Quico (B: Quico, el Progre, núm. 6).[1]

## Adaptació a altres mitjans
Entre 1992 i 1995 es va produir una sèrie de televisió en imatge real, amb Ferran Rañé en el paper de Quico el progre.
El gener de 2017 la sèrie va tornar en format de còmic digital amb el títol de Quico jubilata, que des del 2018 es publicaria en tires còmiques a la Vanguardia.